# Pseudolasiobolus minutissimus
Pseudolasiobolus minutissimus är en svampart som beskrevs av Agerer 1983. Pseudolasiobolus minutissimus ingår i släktet Pseudolasiobolus och familjen Tricholomataceae.   Inga underarter finns listade i Catalogue of Life.